# Henry McCarty
Pour les articles homonymes, voir McCarty.
Henry McCarty est un scénariste et réalisateur américain né le 30 janvier 1882 à San Francisco (Californie) et mort le 19 juillet 1954 à Hollywood (Californie).

## Filmographie

### comme réalisateur
- 1922 : Blazing Arrows
- 1922 : Trapped in the Air
- 1922 : Silver Spurs
- 1923 : The Vengeance of Pierre
- 1925 : The Part Time Wife
- 1925 : Shattered Lives
- 1925 : Silent Pal
- 1925 : Pirate de la nuit
- 1926 : Flashing Fangs
- 1926 : The Lodge in the Wilderness
- 1926 : The Phantom of the Forest

### comme scénariste
- 1921 : The Ranger and the Law
- 1922 : The Devil's Ghost
- 1922 : Blazing Arrows
- 1922 : Silver Spurs
- 1922 : The Masked Avenger
- 1922 : Blue Blazes
- 1923 : The Vengeance of Pierre
- 1925 : The Shadow on the Wall
- 1925 : One of the Bravest
- 1925 : His Master's Voice
- 1925 : The Part Time Wife
- 1925 : Shattered Lives
- 1925 : Silent Pal
- 1925 : Pirate de la nuit
- 1926 : Hearts and Spangles
- 1927 : Sinews of Steel
- 1928 : Black Butterflies
- 1928 : Ladies' Night in a Turkish Bath
- 1929 : Après la tourmente
- 1929 : Song of Love
- 1929 : Señor Americano
- 1929 : The Carnation Kid
- 1930 : Sunny
- 1930 : Bright Lights
- 1930 : Top Speed de Mervyn LeRoy
- 1930 : Numbered Men
- 1931 : The Mad Parade
- 1933 : The Right to Romance
- 1936 : Ennemis publics de John G. Blystone
- 1937 : 23 1/2 Hours Leave